# Ghostrunner
Ghostrunner é um jogo eletrônico de ação e plataforma co-desenvolvido pela One More Level e Slipgate Ironworks, produzido pela 3D Realms e co-publicado pela 505 Games e All in! Games. O jogo foi lançado para PlayStation 4, Windows e Xbox One em outubro de 2020, e Nintendo Switch em novembro de 2020, seguido por um lançamento de próxima geração para PlayStation 5 e Xbox Series X/S em setembro de 2021. Uma versão para Amazon Luna foi disponibilizada em abril de 2021. Uma expansão da história, intitulada Ghostrunner: Project Hel, foi lançada em 3 de março de 2022.
Ghostrunner recebeu críticas positivas dos críticos e vendeu mais de 2,5 milhões de unidades em setembro de 2023. Uma sequência, Ghostrunner 2, está agendada para lançamento em outubro de 2023.

## Jogabilidade
Como Jack, o Ghostrunner, o jogador deve atravessar ambientes perigosos correndo, pulando, correndo pelas paredes, lutando e deslizando. O jogador também encontrará inimigos, que devem ser confrontados com cuidado, pois tanto os inimigos quanto o jogador podem ser mortos com um só golpe. Jack pode usar uma mecânica chamada Lampejo, que lhe permite desacelerar o tempo e desviar de balas no ar. À medida que o jogador avança na história, ele desbloqueará novas habilidades e atualizações, que podem ser aplicadas usando peças semelhantes a tetrominós em um sistema de grade.

## Enredo
Depois de um cataclismo global não especificado conhecido como Explosão, a humanidade está alojada na Torre Dharma, uma vasta arcologia semelhante a um arranha-céu que abriga o resto da humanidade. O Ghostrunner acorda sem nenhuma lembrança, mas recebe a ordem de libertar o Arquiteto, a consciência preservada de Adam que estabeleceu e governou a Torre Dharma e projetou os Ghostrunners, super-humanos tecnologicamente aprimorados que serviram como força de manutenção da paz e policiamento. Mara, a confidente do Arquiteto, o traiu em um golpe que destruiu a maioria das unidades Ghostrunner, e agora ela é conhecida como Keymaster. O Ghostrunner foi descoberto para reparos por um grupo de rebeldes conhecidos como Climbers, embora a revolta tenha sido reprimida pouco antes de o Ghostrunner ser reativado. O Arquiteto atribui a missão de derrotar o Keymaster ao Ghostrunner.

## Desenvolvimento
O desenvolvedor polonês One More Level trabalhou com a 3D Realms para criar o jogo. O jogo foi feito usando Unreal Engine 4 e suporta a tecnologia RTX da Nvidia. Ghostrunner foi anunciado durante a Gamescom 2019. Uma demonstração esteve disponível de 6 a 13 de maio de 2020 no Steam. O jogo recebeu comentários positivos antes de seu lançamento. A Forbes chamou o jogo de uma mistura de Titanfall, Dishonored e Superhot. Andy Chalk da PC Gamer chamou o jogo de uma mistura entre Mirror's Edge e Dishonored. O jogo foi lançado para Microsoft Windows, Xbox One e PlayStation 4 em 27 de outubro de 2020 pela All In! Games e 505 Games, com uma versão Nintendo Switch lançada em 10 de novembro de 2020 e versões para PlayStation 5 e Xbox Series X/S lançadas em 28 de setembro de 2021. Uma versão para Amazon Luna também foi disponibilizada em 6 de abril de 2021.

## Recepção
Ghostrunner recebeu críticas "geralmente favoráveis" para todas as plataformas, exceto para Nintendo Switch, que recebeu críticas "mistas ou médias" dos críticos, de acordo com o Metacritic.

### Vendas
Ghostrunner vendeu mais de 600.000 unidades em maio de 2021. O jogo vendeu mais de 2,5 milhões de unidades em setembro de 2023.

## Sequência
Em 13 de maio de 2021, a Digital Bros, controladora da 505 Games, anunciou que Ghostrunner 2 estava em desenvolvimento para Microsoft Windows, PlayStation 5 e Xbox Series X/S. Teasers de Ghostrunner 2 foram lançados na transmissão do segundo aniversário e no feed do Steam em 4 de novembro de 2022. Em 24 de maio de 2023, foi oficialmente revelado durante o evento PlayStation Showcase e está programado para lançamento em 26 de outubro de 2023.